# Nürburg

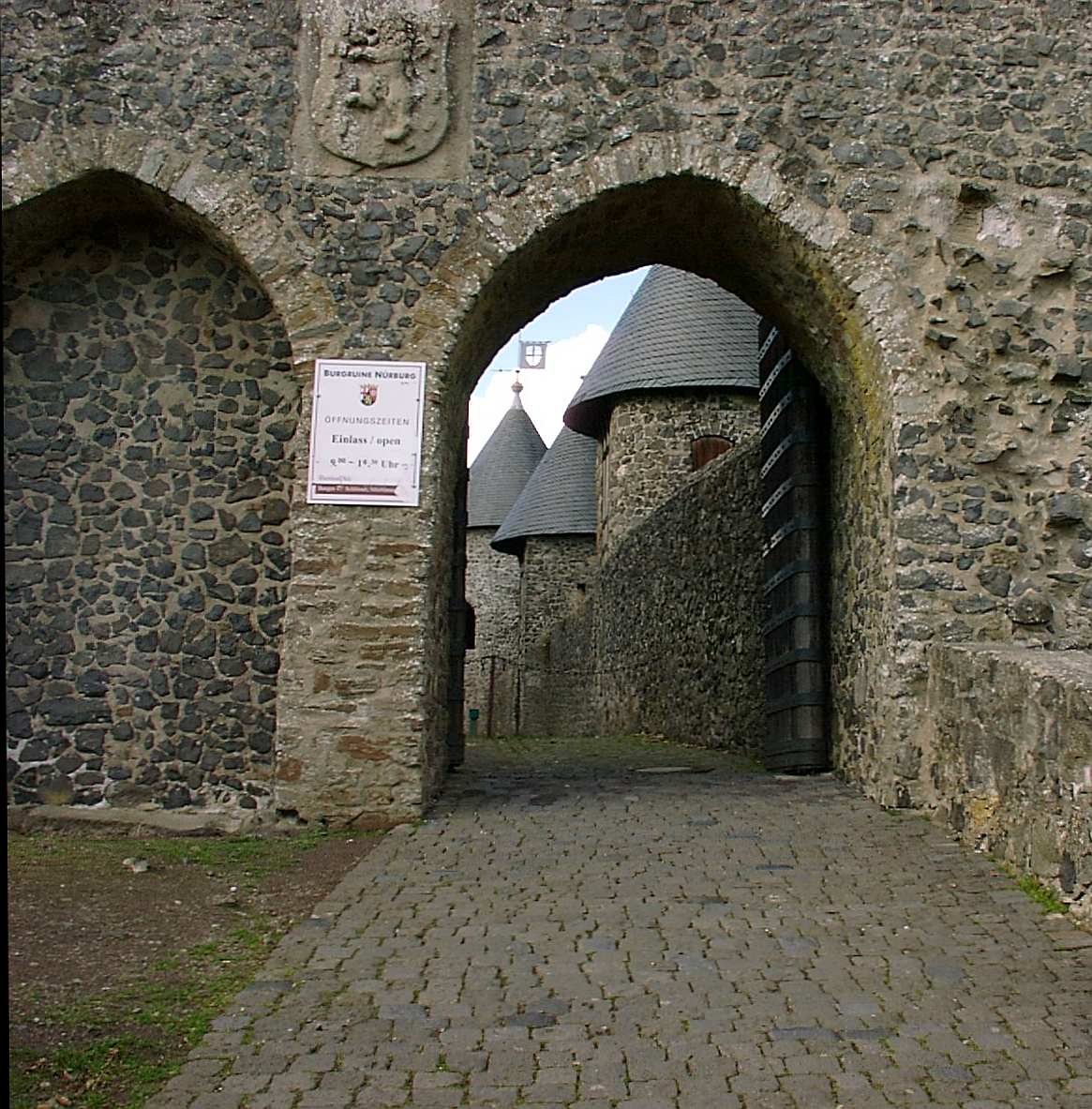
Entrada del castell de Nurburg.

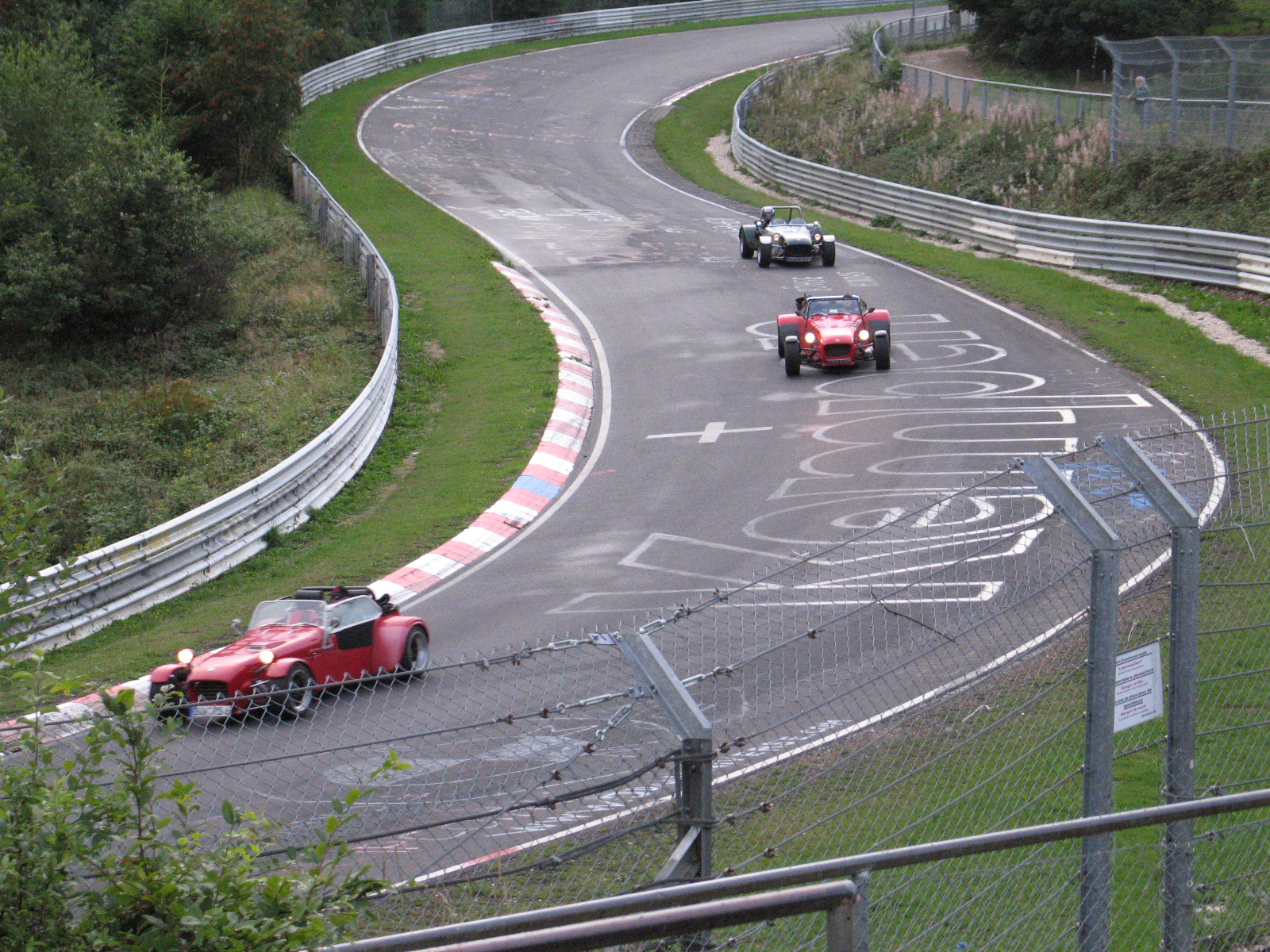
La pista propera de Nürburgring.

Nürburg és un poble alemany del districte d'Ahrweiler, a l'estat de Renània-Palatinat.
El poble comparteix nom amb el castell local, el Burg Nürburg ("castell de Nurburg").
Nurburg és més conegut pel seu circuit per curses de 24 kilòmetres, Nürburgring, on es disputen curses de diferents modalitats esportives, destacant-ne la Fórmula 1.

## Dades bàsiques
- Població: 178
- Superfície: 3,63 km²
- Codi postal: 53520